# سوراکارتا
سوراکارتا (اندونزیایی: Surakarta) شهری در استان جاوه مرکزی کشور اندونزی است. جمعیت این شهر بر اساس سرشماری سال ۱۹۹۰ میلادی، ۵۰۳٫۸۲۷ نفر و بر اساس سرشماری سال ۲۰۰۰ میلادی، ۵۴۰٫۷۸۰ بوده که در سال ۲۰۰۷ میلادی به ۵۵۹٫۷۶۶ نفر افزایش یافته‌است.